# Казахский институт народного просвещения
Казахский институт народного просвещения — среднее специальное учебное заведение, открытое в 1920 году в городе Оренбурге как Казахский институт просвещения на базе Ташкентского педагогического училища.
Занималось подготовкой преподавательского состава для казахских школ, причем преподавание велось на казахском языке. В 1921 году в институте обучалось 140 человек. В 1925 году учебное заведение было перенесено в город Кзыл-Орда. В период 1925-28 годов преподавательской работой в институте занимались С. Сейфуллин, С. Мендешев, Т. Жургенов, К. Жубанов, М. Жолдыбаев и другие.
Был закрыт 2 июля 1926 года, но вновь продолжил работу в 1928—1933 годах как подготовительные курсы для детей казахских рабочих и крестьян, готовивших их к поступлению в вузы и на рабочие факультеты.
Институт был окончательно ликвидирован 15 октября 1933 года в связи с резким ростом количества педагогических и учительских заведений.